# Parennes
Parennes é uma comuna francesa na região administrativa do País do Loire, no departamento de Sarthe. Estende-se por uma área de 14.50 km². Em 2010 a comuna tinha 497 habitantes (densidade: 34,3 hab./km²).